# سد العروسية
سد العروسية هو سد في تونس تم تشييده سنة 1952 و أضيفت له المياه سنة 1957. يقع في مدخل سهول مجردة, حيث يساهم هذا السد في ري 50.000 هكتار من الأراضي الصالحة للزراعة.

## المصدر
- السدود التونسية نسخة محفوظة 28 سبتمبر 2007 على موقع واي باك مشين.
- سد العروسية - موسوعة شمال إفريقيا